# 巴黎星辰凱悅酒店
巴黎星辰凱悅酒店（Hyatt Regency Paris Étoile）是法國巴黎的一座摩天大樓酒店，位於巴黎十七區。這座酒店有995個客房，僅次於艾美酒店，是巴黎客房數第二多的酒店。巴黎星辰凱悅酒店也是巴黎會議宮的一部分。

## 外部連結
- Hyatt Regency Paris Etoile official website （页面存档备份，存于）
- Palais des Congrès de Paris official website （页面存档备份，存于）